# Jan Biskupiec
Jan Biskupiec, Jan z Opatowca lub Jan z Zaborowa  (Jan Zaborowski) (ur. 1376, zm. 22 kwietnia 1452 w Chełmie) – biskup rzymskokatolicki, senator I Rzeczypospolitej.

## Życiorys
Pochodził z mieszczańskiej (rzemieślniczej) rodziny krakowskiej. Śluby zakonne złożył w konwencie zakonu  o.o. Dominikanów w Opatowcu, miasteczku należącym do kasztelami wiślickiej. W wieku 28 lat został wybrany w 1405 na przeora krakowskiego zgromadzenia dominikanów. W tym samym czasie prowadził zajęcia z teologii, a sam zapisał się na studia w Akademii Krakowskiej (1407 r.) celem uzupełnienia swojego wykształcenia.
W 1414 został prowincjałem polskiej prowincji zakonu. Był bliskim współpracownikiem, spowiednikiem i doradcą króla Władysława Jagiełły. W latach 1409–1410 brał udział w soborze w Pizie. Aby objąć biskupstwo chełmskie – z polecenia samego króla – zrzekł się w 1417 funkcji prowincjała Dominikanów. Wdał się w konflikt z biskupem krakowskim Zbigniewem Oleśnickim, którego przedmiotem była sprawa przyłączenia archidiakonatu lubelskiego (należącego do diecezji krakowskiej) do biskupstwa chełmskiego. Był obecny przy wystawieniu przez Władysława II Jagiełłę przywileju jedlneńskiego w 1430. 31 grudnia 1435 podpisał akt pokoju w Brześciu Kujawskim.
Zachowane w Bibliotece Raczyńskich w Poznaniu ustawy czterech synodów (1434-1440, 1440/41, 1445 i 1449), których autorem był biskup chełmski, stanowią wyjątkowy dokument dziejów diecezji chełmskiej. Dopiero na tle owych statutów synodalnych  możemy w pełni docenić  osobowość Jana Biskupca jako zakonnika, biskupa i męża stanu.